# Mirabel (Cáceres)
Mirabel ist ein spanischer Ort und eine Gemeinde (municipio) mit 632 Einwohnern (Stand: 2024) in der Provinz Cáceres in der autonomen Gemeinschaft Extremadura.

## Lage und Klima
Mirabel liegt knapp 45 km (Fahrtstrecke) nordnordöstlich der Provinzhauptstadt Cáceres in einer Höhe von ca. 490 m. 

## Bevölkerungsentwicklung
| Jahr      | 1900 | 1950 | 1970 | 1981 | 1991 | 2001 | 2011 | 2021 |
| Einwohner | 1092 | 2163 | 1618 | 1052 | 941  | 797  | 697  | 669  |

Die Mechanisierung der Landwirtschaft und die Aufgabe bäuerlicher Kleinbetriebe („Höfesterben“) haben zu einer Abwanderung vieler Menschen in die Städte geführt.

## Wirtschaft
Die Landwirtschaft incl. der Viehzucht (ganadería) bildet die Wirtschaftsgrundlage der Gemeinde; infolgedessen haben sich einige kleinere verarbeitende Betriebe angesiedelt.

## Sehenswürdigkeiten
- Reste der Burganlage von Mirabel
- Kirche Mariä Himmelfahrt
- Isidorkapelle

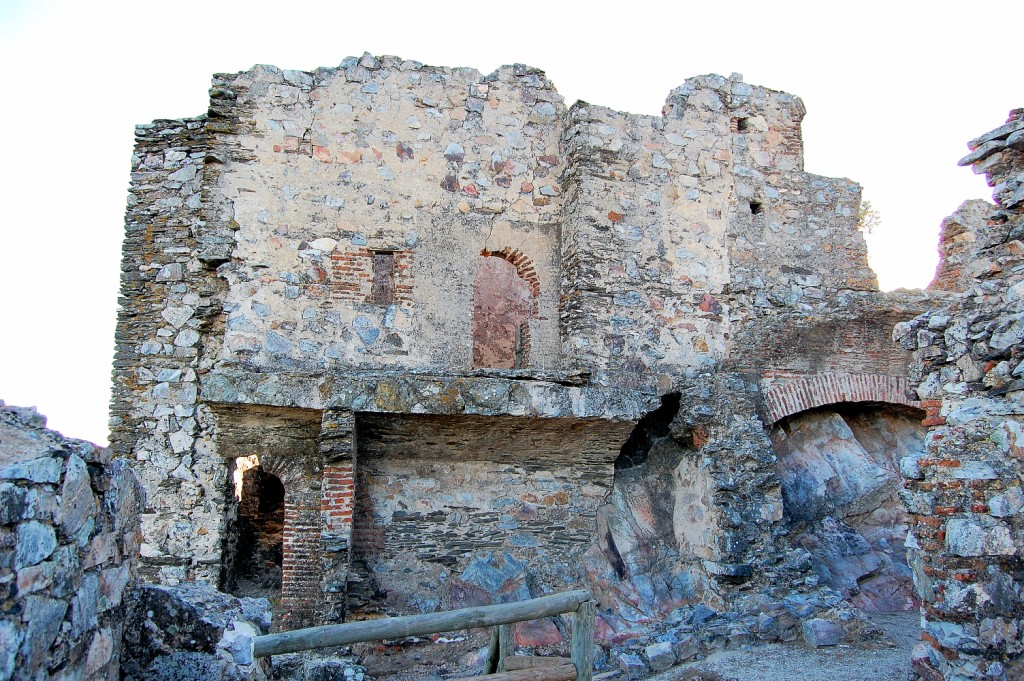
Reste der Burganlage